# 魔比斯 (電影)
是一部於2022年上映的美國超級英雄電影，改編自漫威漫畫旗下的超級反派角色吸血鬼魔比斯，本片由哥倫比亞影業和漫威娛樂共同製作，索尼影視娛樂負責發行。本片為索尼影業蜘蛛人宇宙的第三部電影作品，由丹尼爾·伊斯皮諾薩執導，麥特·薩札瑪與柏克·沙普利斯撰寫劇本，傑瑞德·雷托、麥特·史密斯、安卓·亞霍娜、傑瑞德·哈里斯、阿爾·馬德里加爾和泰瑞斯·吉布森主演。劇情講述一名患有罕見血液疾病的科學家麥可·魔比斯嘗試以一種十分危險的治療方法治療自己，卻變成了一隻擁有超能力且十分嗜血的吸血鬼。
本片2022年4月1日在美國上映，發行後的票房收入為1.67億美元，相較於製作成本屬於票房表現不佳，影評家們普遍給予本片負面的評價，主要批評編劇、視覺效果和片尾彩蛋的橋段。電影本身由於口碑和票房表現不佳，反而在歐美地區成為了各種網路迷因的主題，更入圍第43屆金酸莓獎共計五個獎項，最終贏得最差男主角獎和最差女配角獎。

## 劇情
在希腊的一家特殊疗养机构中，10岁少年麥可·魔比斯迎接麦洛（原名路西恩）的到来。魔比斯和麦洛都患有罕见的血液病，身体里的血液无法再生，并需要依靠拐杖行走。某次，麦洛因血泵突然故障而昏迷，魔比斯紧急使用原子笔中的弹簧代替坏损的零件，使血泵回复运作，魔比斯边轻推麦洛边喊路西恩，成功唤醒麦洛。得知此事的院长尼古拉斯认为魔比斯天赋异禀，於是便把他送到美國纽约的一所专为资优儿童而创设的学校读书，并答应他會照顾麦洛。魔比斯留下一封信给麦洛后离开，但该封信被风吹出窗外，捡到信的学生们嘲弄麦洛，麦洛反击后被击倒在地，路过的尼古拉斯赶紧上前制止，几名学生跑开，麦洛起身后狠狠攻击剩下一名倒地的学生。
25年后，35岁的魔比斯拒绝接受因发明人造血並拯救了数百万人的性命而得来的诺贝尔奖，因为他认为自己不能因为实验失败的副产品而得奖。回到实验室後，身为同事的女友玛婷·班卡弗特发现了魔比斯的实验，魔比斯利用來自亚马逊雨林的吸血蝙蝠研制血清，魔比斯告诉瑪婷该蝙蝠拥有独特的抗凝血剂的细胞，若果能成功将其基因植入自己的基因中，或者能够使自己的身体也能产生同样的抗凝血剂並彻底治癒自己的病。在这次的实验中被注入血清的白老鼠成功存活后，魔比斯決定将自己的研究成果告诉如今成为亿万富翁的麦洛，鉴于自己和麦洛的时间所剩不多，魔比斯决定直接进行人体实验，在麦洛的资助下，实验在国际水域的一艘货船上进行。血清雖然注射成功，但魔比斯也因此变成了一隻吸血鬼並失去控制杀光整条船上的所有人，吸光了他们的血，玛婷则在冲突过程中摔倒在地，昏了过去。嗜血欲望消退后，魔比斯恢复清醒並惊恐万分，连忙删掉记录实验的监控画面，在向美國发出求救信号后便跳船逃跑。
魔比斯回到实验室後发现自己的病虽然痊癒了，却对血液充满饥饿欲望，同时发现用來做實驗的吸血蝙蝠已经把他当成同类，自己也有了奥林匹克運動會选手般的体格，力量和速度都提升了，而且还擁有回声定位的能力。但也随即发现人造血能維持他稳定的时间越来越短。与此同时，一名联邦调查局特工賽門·史特劳德和阿尔韦托·罗德里格斯调查船上的受害者。麦洛來到实验室，惊讶地发现魔比斯治好了自己的疾病，但对魔比斯不愿意把血清交给他而感到愤怒。后来在医院查看昏迷中的玛婷时，魔比斯发现一位护士的血被抽干，人已经死了。魔比斯觉得不对劲，回到实验室打包人造血，准备离开时却刚好撞见来找他的特工，經過一番追捕后被逮捕，两人是通过船上签了名的折纸蝙蝠推断出他制造了吸血鬼大屠杀。在监狱里，魔比斯碰到打扮成律师的麦洛，麦洛答应洗清他的罪名並把他救出去。魔比斯发现麦洛离开时没有带走拐杖，因此知道了他无视自己的警告，私自使用了血清，而且很可能就是杀了那个护士的兇手，于是逃出监狱並找他对质。魔比斯使用能力听到麦洛与嘲笑魔比斯的人的对话后杀了他。被找到的麦洛承认自己杀死了那個护士，因为自己在初次使用血清后像魔比斯一样失去控制，所以杀了那個护士。但麥洛並不像魔比斯一樣对这附加的诅咒感到恐惧，反而非常享受杀戮的快感，并讓魔比斯和自己一样拥抱更为真实的自己，之后杀死了上前逮捕魔比斯的警察便离开了。
第二天，魔比斯找到玛婷，告诉她这些人都不是他杀的，并将麦洛使用血清的事告诉她，魔比斯想要制止麦洛，并请求玛婷的帮助。两人在餐厅详谈时，魔比斯听见柜台有人在使用假钞被抓包，便尾随使用假钞的人，占据该制造假钞的实验室，重新组合制钞机器以制造能造解药的设备，开发新的解药。与此同时，賽門和阿尔韦托在新的尸体旁监视器中找到麦洛攻击人的影像。两人发现杀人凶手不是魔比斯，认为吸血鬼已经扩散开来。尽管影片十分模糊，但尼古拉斯还是从新闻中的影像认出了他，亲自来到他的公寓，要他住手。麦洛认为他一直把魔比斯当成自己的挚爱，而仅是同情自己，且不接受自己的新生感到愤怒，还让他告诉魔比斯，自己想杀多少人就杀多少人后把他打成重伤。
与此同时，魔比斯制造出两剂抗体，能够抑制铁蛋白，造成铁严重过量，产生血铁沉积症。能够杀死蝙蝠。走出实验室的魔比斯接到尼古拉斯的电话，赶来时弥留的尼古拉斯请求魔比斯阻止麦洛后死亡。此時麦洛找到玛婷要求她呼喊魔比斯的名字，待其呼喊后划破她的脖子。听见玛婷的呼喊及惨叫，魔比斯穿过整个城市，最终把她搂在怀里，两人最后一吻后，玛婷吃下魔比斯的一滴血后死去，之后魔比斯咬了玛婷的脖子。愤怒的魔比斯把麦洛拖入下水道，从下水道里召唤上千只蝙蝠组成一隊蝙蝠大军，让它们落在麦洛身上控制住他，好让自己能够对他注射抗体。被注入抗体的麦洛问魔比斯是否记得自己的名字是他给的，魔比斯回應指他全部记得，麦洛在说出对不起后死亡，魔比斯默默地再次轻呼他的本名路西恩。最后魔比斯带着蝙蝠大军飞向城市尽头，並接受了自己是吸血鬼的事實。
最后，原本应该已经死亡的玛婷突然睁开眼，瞳孔也变成和魔比斯一样的血红色。
來自另一個宇宙的亞德里安·圖姆斯被一個強大的魔咒传送到了魔比斯的宇宙。圖姆斯因之前的机械翅膀被毀壞而自行組裝了一雙新的翅膀，過了一段時間後，他联系魔比斯並提出要共同合作。

## 演員
| 演員            | 角色                  | 備註 |
| --------------- | --------------------- | --- |
| 傑瑞德·雷托     | 麥可·魔比斯           | 一名患有罕見血液疾病的天才科學家，在治療自己的過程中意外地變成了一隻吸血鬼，自此之後便擁有了聲波定位、高速移動和怪力等超能力。            |
| 麥特·史密斯     | 麥洛                  | 原名路西恩（Lucien），和魔比斯患有同樣罕見的血液疾病。麥特·史密斯最初被宣佈飾演盧錫斯·克朗／飢餓，但後來更改成截然不同的角色。                  |
| 喬瑟夫·艾森     | 麥洛                  | 年幼時期的麥洛。 |
| 安卓·亞霍娜     | 瑪婷·班卡弗特         | 魔比斯的未婚妻。原型为美国众议员亚历山德里娅·奥卡西奥-科尔特斯。                                                                          |
| 傑瑞德·哈里斯   | 尼可拉斯              | 魔比斯的人生導師兼父親形象，經營著一家專門照顧患有不治之症的患者的機構。                                                                  |
| 泰瑞斯·吉布森   | 賽門·史特勞德         | 一名負責追捕魔比斯的聯邦調查局特工。 |
| 阿爾·馬德里加爾 | 阿爾韋托·羅德里格斯   | 聯邦調查局特工，史特勞德的搭檔。 |
| 麥可·基頓       | 亞德里安·圖姆斯／禿鷹 | 來自另一個宇宙的一名具犯罪傾向的工人，擁有一具帶有機械翅膀的裝備。麥可·基頓此前曾經在漫威電影宇宙系列電影《蜘蛛人：返校日》中飾演此角色。 |

## 製作

### 發展
2000年5月，亞提森娛樂宣佈與漫威娛樂達成協議，合作製作和發行基於漫威漫畫角色的多部電影，其中包括吸血鬼魔比斯。2017年5月，索尼正式宣佈計劃推出一個名為「索尼漫威宇宙」的新電影宇宙。該系列的第一部作品是2018年的《猛毒》。2017年11月，麥特·薩札瑪與柏克·沙普利斯在「秘密開發過程」後向索尼提交《魔比斯》的劇本。傑瑞德·雷托有望出演主角魔比斯，但在他對該方向感到滿意之前，他並不會完全投入電影。雷托要求親自會見索尼為該電影尋找的導演人選。
2018年4月底，索尼已經與安東尼·法奎聯繫，希望他能執導該電影。法奎表示有興趣參與該項目，並表示「如果他要製作一部超級英雄電影，他會想讓該電影『更接近讓他興奮的事情』。」。最終法奎還是選擇放棄執導該片。其他的導演人選包括蓋瑞·葛雷，他曾考慮執導該電影，但最終還是拒絕。《異星智慧》的導演丹尼爾·伊斯皮諾薩亦是人選之一。2018年5月，雷托和他的樂隊30秒上火星在德國進行巡演時，雷托與伊斯皮諾薩會面並探討該電影。2018年6月底，雷托與伊斯皮諾薩確認加盟電影。阿維·阿拉德、麥特·托馬赫和盧卡斯·福斯特準備製作該電影。

### 前期製作
2018年9月底，索尼影視娛樂打算在亞特蘭大拍攝電影，但尚未為《魔比斯》的上映日期定檔。2018年11月，票房分析師認為《猛毒》的成功已經足夠讓索尼推出其他的電影，例如《魔比斯》。月底，索尼公佈一部未命名漫威電影的上映日期為2020年7月10日，外界認為那可能是《魔比斯》的上映日期。2018年12月，安卓·亞霍娜為出演女主角瑪蒂娜·班克羅夫特（Martine Bancroft）進行洽談。2019年1月，馬特·史密斯加盟電影。

### 拍攝
主體拍攝於2019年2月11日在倫敦進行，暫定名稱為「血漿」（Plasma）。電影亦在亞特蘭大進行拍攝。2019年6月，宣布已完工。

## 音樂
2019年10月，曾在《失控獵殺：第44個孩子》和《異星智慧》與伊斯皮諾薩合作過的強·艾克斯特蘭德被聘來為電影配樂。

## 發行
《魔比斯》由索尼影視娛樂定於2022年4月1日在美國上映。電影最初定於2020年7月10日在美國上映，後受2019冠狀病毒病疫情影響，上映日期分別延期至2020年7月31日、2021年3月19日、2021年10月8日、2022年1月21日以及2022年1月28日。因2022年俄羅斯入侵烏克蘭，索尼選擇不在俄羅斯上映本片。
家用媒体方面，索尼在2021年4月与Netflix和華特迪士尼公司签订协议，安排2022年到2026年电影剧院上映结束后的家用媒体发行窗口，其中Netflix获得独占的“第一期窗口”，未来可独家上线索尼影业蜘蛛侠宇宙18个月；迪士尼获得“第二期窗口”，在Netflix窗口结束后安排Disney+、Hulu和自家的电视网播放。

### 評價
爛番茄根據283條評論，本片只獲得15%的極低新鮮度，平均得分3.8／10，觀眾投票獲得71%的分數，平均得分為3.8／5。在Metacritic上，電影獲得35分，評價為中等程度。

### 票房
| 上一届： 《失落謎城》 | 2022年美國週末票房冠軍 第13週 | 下一届： 《音速小子2》 |

### 網路迷因
《魔比斯》口碑票房雙敗，甚至在歐美網路上成為網路迷因。Polygon網站稱本片成為一股網路批評式觀影，粉絲們會分享具有反諷意味的讚美廢文。標籤在網路上流行起來，開玩笑地聲稱《魔比斯》是影史上票房及評價最成功的電影；包括成為首部售出超過一萬億張票、首部賺進「數十億」美元的電影，在爛番茄取得不可能的203%新鮮度（觀眾方同樣取得不可能的142%）。甚至還有竄改維基百科條目的截圖，稱《魔比斯》的352.9萬億美元票房成為影史之最。一則如此風格的帖子聲稱，馬丁·斯科塞斯之前曾宣稱超級英雄電影不是電影，但在看過本片後改變了主意，這甚至曾在Instagram上騙過了泰瑞斯·吉布森，後者認為此言論屬實。
本片在登上VOD後在網路迷因中再度流行起來，其中用最多屬惡搞《金剛戰士》（是變身的時候了）的假口號（是魔比斯的時候了），電影官方Discord上的用戶稱自己為，會發布盜版電影在此平台上。直播服務Twitch上的大量頻道開始非法重複播放全片；一個名為的頻道在獲得數千名粉絲後被封禁。《魔比斯》盜版傳播到其他平台，包括Twitter，整部電影以52段兩分鐘長的影片系列發布，壓縮成30秒長的影片，全部複製到個人推文，以躲避究責風險。在Tumblr上，整部電影被壓縮成一個非常小的GIF檔並廣泛傳播。此外，病毒式傳播的虛假新聞帖子聲稱《魔比斯》的續集由於在Twitter上傳播的迷因而獲得批准，一度讓「《魔比斯2》」在網站上成為趨勢，也在Twitter上流行了一週。
雷托發推文「現在幾點了？」以及一段19秒的影片回應迷因，片中他被「抓到」正在閱讀以自己化名巴塞洛繆·庫賓斯編寫的《魔比斯2：是魔比斯的時候了》（Morbius 2: It's Morbin' Time）劇本。受迷因影響，索尼於2022年6月3日將其重新發行到美國一千家影院，但票房表現仍不佳。Change.org發起請願，要求將電影第三次重回院線，並聲稱「我們那週末忙得很」。

## 未来
2021年1月，傑瑞德·雷托透露魔比斯在未來將會與漫威電影宇宙的刀鋒戰士进行项目合作，后者将由马赫沙拉·阿里扮演。同年12月，在讨论《蜘蛛人：無家日》推出的漫威多元宇宙时，雷托提到他的角色可能会在未来的漫威電影宇宙系列電影中跨界亮相。湯姆·霍蘭德亦希望自己飾演的漫威電影宇宙版蜘蛛人在未来會和魔比斯進行对决，漫威影業總裁凱文·費吉和艾米·帕斯卡则确认莱托和阿里会共同出电影。2022年3月，莱托表示有意和飾演毒液的湯姆·哈迪合作。

## 備註
1. 1 2  依照索尼影業蜘蛛人宇宙上映次序。
2. ↑  依照漫威電影宇宙上映次序。
3. ↑  秃鹰是在《蜘蛛人：無家日》的事件中从漫威电影宇宙传送到索尼影业蜘蛛侠宇宙。

## 外部連結
- 官方网站
- 互联网电影数据库（IMDb）上《魔比斯》的资料（英文）
- Box Office Mojo上《魔比斯》的資料（英文）
- 爛番茄上《魔比斯》的資料（英文）
- Metacritic上《魔比斯》的資料（英文）
- AllMovie上《魔比斯》的资料（英文）
- 開眼電影網上《魔比斯》的資料（繁體中文）
- 豆瓣电影上《魔比斯》的資料 （简体中文）
- 时光网上《魔比斯》的資料（简体中文）